# Дубровський Василь Васильович
Василь Васильович Дубровський  (19 травня 1897, Чернігів — 23 березня 1966, Ричмонд, США) — український громадський і релігійний діяч, історик, педагог, архівіст, громадський діяч, музеєзнавець, краєзнавець, письменник, сходознавець (тюрколог).
Псевдоніми: В.Лісковицький, Іллінський, В. Чорногай, І. Захаревський-Лісковицький.
Жертва сталінського терору.

## Життєпис
Народився 19 травня 1897 р. у місті Чернігові.
Василь Дубровський походив з родини священика Василя Михайловича Дубровського та вчительки Юліанії Дубровської (Яковенко).
Після смерті чоловіка Ю. Дубровська мусила повернутися з с. Редьківка Чернігівського повіту Чернігівської губернії (зараз Ріпкінського району Чернігівської області) до своїх батьків у Чернігів. Саме тут, на затишній околиці Чернігова − Лісковиці, 19 травня 1897 р. народився і провів дитячі та юнацькі роки В. Дубровський, названий на честь покійного батька.
Навчався у Чернігівському духовному училищі (1906 −1911 рр.) та Чернігівській духовній семінарії (1911 −1915 рр.). У семінарії В. Дубровський приятелював з В. Елланським та В. Євфимовським. Вочевидь, оточення однодумців, закоханих у історію та захоплених ідеями українського національного відродження, спричинило зміну життєвої стратегії В. Дубровського, який відмовився від духовної кар'єри і у 1915 році вступив до Ніжинського історико-філологічного інституту князя О. Безбородька.
З «легкої руки» професора Максимовича В. Дубровський обрав тему дипломної роботи з історії козаччини − «Данило Апостол і його гетьманство», яку успішно захистив у 1919 році. Це дало Г. Максимовичу підставу порушити питання перед Конференцією Ніжинського історико-філологічного інституту князя О. Безбородька щодо «залишення В. Дубровського при Київському університеті св. Володимира як стипендіата для підготовки до професорського звання». Втім, клопотання залишилося без відповіді, а матеріальні негаразди змусили В. Дубровського переїхати до Чернігова.
Повернувшись у 1919 р. до рідного міста, В. Дубровський протягом п'яти наступних років поєднував роботу в радянських установах з педагогічною діяльністю у середніх й вищих закладах освіти Чернігова: Інституті народної освіти (1919 − 1925), Кооперативному технікумі (1919 − 1924 рр.) та семирічній школі ім. В. Короленка (зараз ЗОШ № 3).
З 1 травня 1919 р. він працював інструктором музейно-бібліотечної секції, потім її завідувачем, з кінця грудня 1919 р. — завідувачем позашкільного відділу повітнаросвіти, з лютого 1921 р. до початку 1922 р. — завідувачем Чернігівської повітполітосвіти, у 1922 − 1923 рр. очолював відділ наукової пропаганди Чернігівської губполітпосвіти.
У 1920 р. він був включений до складу губернської комісії з відзначення річниці Жовтневої революції і виявив організаторські здібності під час влаштування виставки з історії революції та радянського будівництва. Того ж таки 1920 р. В. Дубровський став членом заснованого як філія Всеукраїнської Академії наук Чернігівського наукового товариства, яке відіграло важливу роль у розгортанні історико-краєзнавчого руху в регіоні. Наступного року він увійшов до складу Чернігівського повітового комітету охорони пам'яток мистецтва та старовини.
У 1923 р. В. Дубровський виконував обов'язки секретаря Комісії по дослідженню Спасо-Преображенського та Успенського соборів, а протягом 1923 − 1925 рр. − відповідального секретаря новоствореного Чернігівського інституту краєзнавства.
У 1923—1925 рр. навчався в аспірантурі. Захистив дисертацію «Селянські рухи на Україні після 1861», працював у Чернігівському та Харківському інститутах народної освіти (1925—1928), в історичній секції Всеукраїнської АН, був головою історичної секції Харківського наукового товариства (1925—1929). Був заарештований, ув'язнений (1934—1939). Після звільнення мешкав у Харкові, був головою «Просвіти».
У 1943 р. перебрався до Львова, потім до Німеччини. Жив у Мюнхені та Штутгарті, редагував «Бюлетень Благовісництва УАПЦ», журнал «Церква і життя».
У 1956 р. переїхав до США, поселився у Річмонді (Вірджинія), працював у бібліотеці.
В еміграції В. Дубровський поступово відновив наукову діяльність. Переважна більшість його студій мала мемуарний характер й стосувалася української тематики. Проте в американській пресі побачили також світ його розвідки з історії Громадянської війни у США 1861—1865 рр., джерельною базою для яких стали матеріали місцевого архіву, виявлені та опрацьовані В. Дубровським.
Праці В. Дубровського друкувались на сторінках багатьох еміграційних видань. Зокрема, науковець став одним із засновників, а у 1964 р. ввійшов до редколегії журналу «Український історик», співпрацював з турецьким журналом «Дергі», часописом «Український селянин» (Мюнхен), газетою «Наш клич» (Буенос-Айрес). Статті та розвідки В. Дубровського були також оприлюднені на шпальтах багатьох еміграційних періодичних видань та Календарів-альманахів: «Свобода» (США), «Проблеми» (Мюнхен), «Меч і Воля» (Мюнхен), «Євангельський Ранок» (Детройт), «На чужині» (Фільсбібург), «Вільна думка» (Сідней), «Новий шлях» (Герсфельд) та інших.
Помер 23 квітня 1966 р. у Річмонді.

## Наукові роботи
- Азербайджанский государственный тюркский художественный театр. Гастрольная поездка по СССР [рецензия] // Кочубей Ю. М. В. В. Дубровський (1897−1966) як сходознавець. − К.: Інститут сходознавства імені А. Ю. Кримського НАН України, 2011. − С. 126−127.
- Академік Дмитро Іванович Багалій (1857 − 1932) (сторінка з спогадів) // Календар-альманах «Відродження» на 1960 р. − Буенос-Айрес, 1959. − С. 28−50.
- Архів Пульхерії Івановни [Архівовано 7 серпня 2016 у Wayback Machine.]. — Прага: Видання Українського історично-філологічного товариства в Празі, 1944. — 11 с.
- Библиотеки школе // Красное знамя (Чернигов). − 1922. − 22 квітня − С. 4.
- Богдан Хмельницький і Туреччина [Архівовано 7 серпня 2016 у Wayback Machine.] // Український історик. — 1975. — № 3–4 (47–48). — С. 22–27.
- Будівництво державних бібліотек // Культура і побут. — 1926. — № 33 (17 серпня). — С. 1–2.
- Велике гульбище (З 1-го тому спогадів «Лісковиця») // Наш клич (Буенос-Айрес, Аргентина). — 1962. — 14 червня. — С. 5.
- Відновлення Харківської «Просвіти» // Наш клич (Буенос-Айрес, Аргентина). — 1962. — 15 березня. — С. 5.
- Гайнц Грісбах-Туган. Новітнє турецьке красне письменство / [авторизований переклад з німецької мови В. Дубровського]. — На чужині, 1948. — 30 с.
- До питання про міжнародню торговлю України в першій чверті XVIII ст. [Архівовано 7 серпня 2016 у Wayback Machine.] // Записки історично-філологічного відділу ВУАН. — 1931. — Книга 26.
- Досвід архівної роботи в округах // Червоний архівіст. — 1925. — № 1 (2). — С. 5–10.
- Другий відділ Бамлагу'у ГПУ-НКВД .– Нью-Йорк: Наша Батьківщина, 1965. — 79 с.
- Життя й діла Феодосія Углицького (Полоницького); Вид. 2. — Харків: Державне видавництво України, 1930. — 191 с.
- З побуту українських монахів другої половини XVIII сторіччя. — Харків: Державне видавництво України, 1930. — 44 с.
- Историко-архивный кружок при Черниговском губархе (1922—1924 гг.) // Летопись революции. — 1925. — № 1. — С. 233—235.
- Історично-культурні заповідники та пам'ятки України. — Харків: Державне видавництво України, 1930. — 76 с.
- К итогам 2-го Всеукраинского совещания по народному образованию // Трудовое воспитание (Чернигов). − 1920. − № 7. − С. 15−20.
- Нариси з історії Чернігівської Троїцько-Іллінської друкарні в першій половині ХІХ ст. — К.: Український науково-дослідний інститут книгознавства, 1928. — 66 с.
- Омар Сейф Еддін. Життєпис та характеристика творчості // Східний світ. — 1929. — Ч. 1–2. — С. 317—329.
- Омар Сейф Еддін. Три оповідання / [переклад та передмова В. Дубровського] // Червоний шлях. — 1930. — № 2 (83) лютий. — С. 27–39.
- Оповідання про кріпацтво // Селянське життя (Чернігів).– 1924. — Ч. 14−15 (41). — С. 24–26; Ч. 17(43). − С. 14−16; Ч. 29−30 (55). − С. 21−23.
- Оповідання про попів та монахів // Селянське життя (Чернігів). − 1924. — Ч. 31–32 (56). — С. 18–20; Ч. 33(57). − С. 13−14; Ч. 37(61). − С. 15−16; Ч. 38. − С. 12−13.
- Поточні справи охорони пам'яток культури на Україні // Наука на Україні. — 1927. — № 2–4. — С. 348—356.
- Потрібна охорона історичних пам'яток м .Чернігова // Культура і побут. — 1927. — № 15. — С. 7.
- Про Гилянський похід 1725 року [Архівовано 22 лютого 2017 у Wayback Machine.] // Ювілейний збірник на пошану акад. М. С. Грушевського. — К., 1928. — Т. 1. — С. 227—233.
- Про наукові бібліотеки // Культура і побут. — 1925. — № 30. — С. 1.
- Про перепідготовку і підготовку архівістів та про історико-архівні гуртки // Червоний архівіст. — 1925. — № 2 (3). — С. 9–16.
- Проблеми історичного вивчення Чернігівщини [Архівовано 7 серпня 2016 у Wayback Machine.] // Сіверянський літопис. — 2005. — № 1.
- Проф. В. Г. Ляскоронський [Архівовано 7 серпня 2016 у Wayback Machine.] // Український історик. — 1965. — Рік II. — № 3–4 (7–8). — С. 48–52.
- Автор втраченої праці «Данило Апостол».
- Дубровський В. Селянські рухи на Україні після 1861 року. Т. 1 : Чернігівська губ. (1861—1866 р.) / В. Дубровський. – Харків : Держ. вид-во України, 1928. – 215 с. [Архівовано 4 серпня 2020 у Wayback Machine.]
- Дубровський В. Перша фабрика на Україні : Слобідська Глушківська мануфактура (1719—1927 рр.) / В. Дубровський. – Харків : Держ. вид-во України, 1930. – 120 с. [Архівовано 20 вересня 2020 у Wayback Machine.]
- Дубровський В. Охорона памяток культури в УРСР / В. Дубровський. – Харків : б. в., 1927. – 11 с. – (Охорона памяток культури на Україні ; ч. 1). [Архівовано 13 серпня 2020 у Wayback Machine.]
- Дубровський В. Нариси з історії Чернігівської Троїцько-Іллінської друкарні в першій половині XIX ст. / Василь Дубровський ; Укр. НДІ книгознавства. — Київ : б. в., 1928. – 63 с. [Архівовано 4 серпня 2020 у Wayback Machine.]
- Дубровський В. Історично-культурні заповідники та пам’ятки України / В. Дубровський. – Харків : Держ. вид-во України, 1930. – 74, 2 с. [Архівовано 11 серпня 2020 у Wayback Machine.]